# یواس‌اس کی-۵ (اس‌اس-۳۶)
یواس‌اس کی-۵ (اس‌اس-۳۶) (به انگلیسی: USS K-5 (SS-36)) یک زیردریایی بود که طول آن ۱۵۳ فوت ۷ اینچ (۴۶٫۸۱ متر) بود. این زیردریایی در سال ۱۹۱۴ ساخته شد.